# 辛韶
辛韶（?—?），北周、隋朝将领，陇西郡狄道县人。
辛韶是大义公辛遵的弟弟。北周时封为凉城公。576年，北周伐北齐，周武帝抵达晋州，陈兵汾曲，派辛韶率步骑兵五千驻守蒲津关，齐王宇文宪领兵二万驻守雀鼠谷，陈王宇文纯率步骑兵二万驻守千里径，郑公达奚震率步骑兵一万人在统军川驻守，大将军韩明率步骑兵五千人在齐子岭驻守，焉氏公尹升率步骑兵五千驻守鼓钟镇，赵王宇文招率步骑兵一万从华谷攻打北齐汾州诸城，柱国宇文盛率步骑兵一万驻守汾水关。辛韶、辛遵官至柱国。隋文帝他们都是佐命功臣，特加崇贵，亲礼与田仁恭相同。